# Université de Djelfa
 (février 2025).
L'Université Ziane Achour, ou Université de Djelfa, est un pôle scientifique. Par décision du Président de la République, M. Abdelaziz Bouteflika, l'établissement a été promu du statut de centre universitaire à celui d'université le 13 octobre 2008. L'université porte le nom de Ziane Achour en hommage à un martyr de la région et chef révolutionnaire pendant la guerre de libération.